# アルフォンソ・ペドラサ
アルフォンソ・ペドラサ・サグ（Alfonso Pedraza Sag, 1996年4月9日 - ）は、スペイン・アンダルシア州サン・サバスティアン・デ・ロス・バジェステロス出身のプロサッカー選手。ビジャレアルCF所属。スペイン代表。ポジションはDF。

## クラブ経歴
2011年、15歳でビジャレアルCFのカンテラに入団。2015年4月5日、ラ・リーガのバレンシアCF戦でトップチームデビュー。しかし、デビュー後はトップチーム定着に苦労し、2016-17シーズンからはCDルーゴやデポルティーボ・アラベスといったクラブへレンタル移籍をして経験を積んだ。後者のアラベスでは、1部の舞台でレギュラーを掴み、ビジャレアルへと復帰した2018-19シーズンからはビジャレアルでもポジションを確保した。
2019年7月16日、2019-20シーズンは買取オプション付きの契約でレアル・ベティスへレンタル移籍をした。

## 代表経歴
2015年から2019年にかけてスペインの世代別代表でプレーしており、UEFA U-19欧州選手権2015とUEFA U-21欧州選手権2019に出場し、両方の大会で優勝を経験している。
2023年10月15日、ノルウェー代表とのUEFA EURO 2024予選にて、71分にフェラン・トーレスとの途中交代でスペイン代表デビューを飾った。

## タイトル

### クラブ
ビジャレアル
- UEFAヨーロッパリーグ : 1回 (2020-21)

### 代表
U-19スペイン代表
- UEFA U-19欧州選手権 : 1回 (2015)

U-21スペイン代表
- UEFA U-21欧州選手権 : 1回 (2019)